# Lorenzo Rota (botanico)
Lorenzo Giambattista Deffendente Rota (Carenno, 7 agosto 1818 – Bergamo, 6 agosto 1855) è stato un botanico, medico e naturalista italiano.
Laureato in Medicina e Chirurgia all'Università di Pavia, si appassiona alla botanica - disciplina ai tempi "parte integrante della formazione medica" -  e si dedica allo studio delle piante fanerogame rare. È stato il primo a descrivere in modo sistematico la flora del territorio bergamasco.

## Biografia
Lorenzo Rota nasce a Carenno il 7 agosto del 1818 da Maria Eusebia Finili e Matteo Rota, una famiglia agiata di "cattolici e possidenti". Frequenta il corso di studi liceali presso il seminario vescovile di Bergamo e successivamente si iscrive alla facoltà di Medicina e Chirurgia dell'Università di Pavia. In questa fase della sua formazione, si appassiona alla botanica, disciplina allora inclusa nel percorso di studi di Medicina. Il 5 luglio 1843 discute la sua tesi di laurea dal titolo: "Enumerazione delle piante fanerogame rare ritrovate nella provincia di Bergamo da Lorenzo Rota di Carenno Prov. di Bergamo". Nominato assistente alla cattedra di Botanica, stringe rapporti con illustri botanici dell'epoca e pubblica nel 1847, sul Giornale Botanico Italiano, il suo secondo importante contributo floristico: "Prospetto delle piante fanerogame finora ritrovate nella provincia pavese".  Si sposa in questo periodo con Albina Brugnatelli, nipote del docente di Chimica, e si dedica con impegno e dedizione all'attività di medico, ricoprendo in particolare il ruolo di medico condotto ad Adrara San Martino (BG).  Al 1853 risale il suo "Prospetto della Flora della Provincia di Bergamo". Successivamente apre uno studio privato a Bergamo, distinguendosi per la sua attività assistenziale e caritatevole a favore dei pazienti appartenenti alle classi più umili e disagiate. Nominato nel 1855 membro della commissione sanitaria della municipalità di Bergamo, istituita per affrontare l'epidemia di colera che imperversava nella zona, si dedica con abnegazione - nonostante suoi personali problemi di salute - alla cura dei malati di colera, da cui contrae il morbo che lo porterà in modo fulmineo alla morte la sera del 6 agosto del 1855. Lascia a soli 37 anni la moglie e sette figli. Gli oltre 10.000 campioni botanici da lui raccolti "sono custoditi nell'erbario dell'Orto botanico di Bergamo costituito da circa 50.000 exsiccata"

## Intitolazioni
Alla figura di Lorenzo Rota è stato dedicato nel 1972 l'Orto botanico di Bergamo, nonché dal 2010 l'Istituto d'istruzione superiore "Lorenzo Rota" di Calolziocorte (LC), principale polo scolastico della Valle San Martino e dell'Olginatese.

## Opere
- Enumerazione delle piante fanerogame rare ritrovate nella provincia di Bergamo da Lorenzo Rota, Pavia, 1843.
- Prospetto delle piante fanerogame finora ritrovate nella provincia pavese, in "Giornale botanico italiano", 2:73-83 e 247-292, Firenze, 1847.
- Prospetto della Flora della Provincia di Bergamo, Bergamo, 1853.